# Teoría de caracteres
En matemáticas, más específicamente en teoría de grupos, el carácter de una representación de un grupo es una función en el grupo que asocia a cada elemento del grupo la traza de su matriz correspondiente. El carácter lleva consigo la información esencial sobre la representación en una forma más condensada. Georg Frobenius desarrolló inicialmente la teoría de la representación de grupos finitos basada enteramente en los caracteres, y sin ninguna realización matricial explícita de las representaciones mismas. Esto es posible porque una representación compleja de un grupo finito está determinada (salvo isomorfismos) por su carácter. La situación con las representaciones sobre un cuerpo de característica positiva, las llamadas "representaciones modulares", es más delicada, pero Richard Brauer también desarrolló una poderosa teoría de los caracteres en este caso. Muchos teoremas profundos sobre la estructura de los grupos finitos utilizan caracteres de representaciones modulares.

## Aplicaciones
Los caracteres de representaciones irreducibles codifican muchas propiedades importantes de un grupo y, por lo tanto, pueden utilizarse para estudiar su estructura. La teoría de caracteres es una herramienta esencial en la clasificación de grupos simples finitos. Cerca de la mitad de la prueba del teorema de Feit-Thompson implica cálculos intrincados con valores de los caracteres. Entre los resultados más fáciles, pero aún esenciales, que utilizan la teoría de caracteres se incluyen el teorema de Burnside (se ha encontrado desde entonces una prueba puramente teórica de grupo del teorema de Burnside, pero esa prueba se produjo más de medio siglo después de la prueba original de Burnside), y un teorema de Richard Brauer y Michio Suzuki que afirma que un grupo simple finito no puede tener un grupo de cuaterniones generalizado como su 2-subgrupo de Silow.

## Definiciones
Sea V un espacio vectorial de dimensión finita sobre un cuerpo F y sea ρ : G → GL(V) una representación de un grupo G en V. El carácter de ρ es la función χρ : G → F dada por
{\displaystyle \chi _{\rho }(g)=\operatorname {Tr} (\rho (g))}
donde Tr es la traza.
Un carácter χρ se llama irreducible o simple si ρ es una representación irreductible. El grado del carácter χ es la dimensión de ρ. Un carácter de grado 1 se llama lineal. Cuando G es finito y F tiene característica cero, el núcleo del carácter χρ es el subgrupo normal:
{\displaystyle \ker \chi _{\rho }:=\left\lbrace g\in G\mid \chi _{\rho }(g)=\chi _{\rho }(1)\right\rbrace ,}
que es precisamente el núcleo de la representación ρ. Sin embargo, un carácter no es un homomorfismo de grupo en general.

## Propiedades
- Los caracteres son funciones de clase, es decir, cada uno de ellos toma un valor constante en una clase de conjugación dada. Más precisamente, el conjunto de caracteres irreducibles de un determinado grupo G en un cuerpo K constituye la base del K-espacio vectorial de todas las funciones de clase G → K.
- Dos representaciones isomorfas tienen los mismos caracteres. Sobre un cuerpo de característica 0, dos representaciones de dimensión finita  son isomorfas si y solo si tienen el mismo carácter.
- Si una representación es la suma directa de subrepresentaciones, entonces el carácter correspondiente es la suma de los caracteres de dichas representaciones.
- Si un carácter de un grupo finito G se restringe a un subgrupo H, entonces el resultado es también un carácter de H.
- Cada valor de carácter χ(g) es una suma de n m-raíces de la unidad, donde n es el grado (la dimensión del espacio vectorial asociado) de la representación con carácter X y m es el orden de g. En particular, cuando F  = C, cada valor de carácter es un entero algebraico.
- Si F = C, y X es irreducible, entonces

{\displaystyle [G:C_{G}(x)]{\frac {\chi (x)}{\chi (1)}}}
es un entero algebraico para todo x en G.
- Si la característica de F no divide al orden de G, entonces, el número de caracteres irreducibles de G es igual al número de clases de conjugación de G. Además, en este caso, los grados de los caracteres irreducibles son divisores del orden de G (e incluso dividen [G : Z(G)] si F = C).

### Propiedades aritméticas
Sean ρ y σ representaciones de G. Entonces las siguientes identidades se mantienen:
{\displaystyle \chi _{\rho \oplus \sigma }=\chi _{\rho }+\chi _{\sigma }}
{\displaystyle \chi _{\rho \otimes \sigma }=\chi _{\rho }\cdot \chi _{\sigma }}
{\displaystyle \chi _{\rho ^{*}}={\overline {\chi _{\rho }}}}
{\displaystyle \chi _{{\scriptscriptstyle {\rm {{Alt}^{2}}}}\rho }(g)={\tfrac {1}{2}}\left[\left(\chi _{\rho }(g)\right)^{2}-\chi _{\rho }(g^{2})\right]}
{\displaystyle \chi _{{\scriptscriptstyle {\rm {{Sym}^{2}}}}\rho }(g)={\tfrac {1}{2}}\left[\left(\chi _{\rho }(g)\right)^{2}+\chi _{\rho }(g^{2})\right]}
donde ρ ⊕ σ es la suma directa, ρ ⊗ σ es el producto tensorial, ρ∗ denota la conjugada transpuesta de ρ, y Alt2 es el producto exterior Alt2 ρ = ρ ∧ ρ y Sym² es el cuadrado simétrico, que está determinado por
{\displaystyle \rho \otimes \rho =\left(\rho \wedge \rho \right)\oplus {\textrm {Sym}}^{2}\rho }.

## Tablas de caracteres
Los caracteres complejos irreducibles de un grupo finito forman una tabla de caracteres la cual codifica mucha información útil sobre el grupo G de forma compacta. Cada fila está marcada por una representación irreducible y las entradas de la fila son los caracteres de la representación en la respectiva clase de conjugación de G. Las columnas están marcadas por (representantes de) las clases de conjugación de G. Es habitual etiquetar la primera fila por el carácter trivial, y la primera columna por (la clase de conjugación de) la identidad. Las entradas de la primera columna son los valores de los caracteres irreducibles en la identidad, el grado de los caracteres irreducibles. Los caracteres de grado 1 son conocidos como caracteres lineales.
Esta es la tabla de caracteres de
{\displaystyle C_{3}=\langle u\mid u^{3}=1\rangle ,}
el grupo cíclico con tres elementos y un generador u:
|    | (1) | (u) | (u2) |
| 1  | 1   | 1   | 1    |
| χ1 | 1   | ω   | ω2   |
| χ2 | 1   | ω2  | ω    |

donde ω es una raíz tercera primitiva de unidad.
La tabla de caracteres siempre es cuadrada, porque el número de representaciones irreducibles es igual el número de conjugaciones de clases. La primera fila de la tabla de caracteres siempre está constituida por 1s, y corresponde a la representación trivial.

### Relaciones de ortogonalidad
El espacio de funciones de clase con valores complejos en un grupo finito G tiene un producto interno natural:
{\displaystyle \left\langle \alpha ,\beta \right\rangle :={\frac {1}{|G|}}\sum _{g\in G}\alpha (g){\overline {\beta (g)}}}
donde β(g) es el conjugado complejo de β(g). Con respecto a este producto interno, los caracteres irreducibles forman una base ortonormal para el espacio de las funciones de clase, y esto produce la relación de ortogonalidad para las columnas de la tabla de caracteres:
{\displaystyle \left\langle \chi _{i},\chi _{j}\right\rangle ={\begin{cases}0&{\mbox{ if }}i\neq j,\\1&{\mbox{ if }}i=j.\end{cases}}}
Para g, h en G la relación de ortogonalidad para las columnas es la siguiente:
{\displaystyle \sum _{\chi _{i}}\chi _{i}(g){\overline {\chi _{i}(h)}}={\begin{cases}\left|C_{G}(g)\right|,&{\mbox{ si }}g,h{\mbox{ son conjugados }}\\0&{\mbox{ en caso contrario.}}\end{cases}}}
donde la suma está extendida a todos los caracteres irreducibles χi de G y el símbolo CG(g) denota el orden del centralizador de g.
Las relaciones de ortogonalidad pueden ayudar a muchos cálculos, incluyendo:
- Descomponer un carácter desconocido como una combinación lineal de caracteres irreducibles.
- Construir la tabla de caracteres completa cuando solo se conocen algunos de los caracteres irredutibles.
- Encontrar los órdenes de los centralizadores de los representantes de las clases de conjugación de un grupo.
- Encontrar el orden del grupo.

### Propiedades de la tabla de caracteres
Algunas propiedades del grupo {\displaystyle G} se pueden deducir de su tabla de caracteres:
- El orden de {\displaystyle G} viene dado por la suma de los cuadrados de las entradas de la primera columna (los grados de los caracteres irreducibles). De forma más general, la suma de los cuadrados de los valores absolutos de las entradas en cualquier columna proporcionan el orden del centralizador de un elemento de la clase de conjugación correspondiente.
- Todo grupo normal de {\displaystyle G} (y por tanto sea {\displaystyle G} simple o no) puede reconocerse de su tabla de caracteres. El núcleo de un carácter {\displaystyle \chi } es el conjunto de elementos {\displaystyle g} para los cuales {\displaystyle \chi (g)=\chi (1)}; este es un subgrupo normal de {\displaystyle G}. Cada subgrupo normal de {\displaystyle G} es la intersección de los núcleos de algunos de los caracteres irreducibles de {\displaystyle G}.
- El subgrupo derivado de {\displaystyle G} es la intersección de los núcleos de las representaciones lineales de {\displaystyle G}. Particularmente, {\displaystyle G} es abeliano si y solo si todos sus caracteres irreducibles son lineales.
- De esto sigue, utilizando algunos resultados de Richard Brauer sobre teoría de representación modular, que los divisores primos de los órdenes de los elementos de cada clase de conjugación de un grupo finito pueden ser deducidos de su tabla de caracteres (una observación de Graham Higman).

La tabla de caracteres generalmente no determina el grupo salvo isomorfismo: por ejemplo, el grupo de quaterniones {\displaystyle Q} y el grupo diedral de 8 elementos, {\displaystyle D_{4}}, tienen la misma tabla de caracteres. Brauer se preguntó si la tabla de caracteres, junto con el conocimiento de cómo las potencias de los elementos de sus clases de conjugación están distribuidas, determinan un grupo finito salvo isomorfismo. En 1964, esta pregunta se resolvió negativamente por E. C. Dade.
Los caracteres lineales forman un grupo de caracteres.

## Caracteres inducidos y reciprocidad de Frobenius
Suponemos que los caracteres discutidos en esta sección tienen valores complejos. Sea {\displaystyle H} un subgrupo del grupo finito {\displaystyle G}. Dado un carácter {\displaystyle \chi } de {\displaystyle G}, denotando {\displaystyle \chi _{H}} su restricción to {\displaystyle H}. Sea {\displaystyle \theta } un carácter de {\displaystyle H}. Ferdinand Georg Frobenius mostró como construir un carácter de {\displaystyle G} desde {\displaystyle \theta }, utilizando lo que ahora se conoce como reciprocidad de Frobenius. Como los caracteres irreducibles de {\displaystyle G} forman una base ortonormal para el espacio de funciones de clase complejas de {\displaystyle G}, hay una única función de clase {\displaystyle \theta ^{G}} de {\displaystyle G} con la propiedad de que:
{\displaystyle \langle \theta ^{G},\chi \rangle _{G}=\langle \theta ,\chi _{H}\rangle _{H}}
para cada carácter irreducible {\displaystyle \chi } de {\displaystyle G}. Como la restricción de un carácter de {\displaystyle G} al subgrupo {\displaystyle H} es, de nuevo, un carácter de {\displaystyle H}, esta definición deja claro que {\displaystyle \theta ^{G}} es una combinación entera no negativa de caracteres irreducibles de {\displaystyle G}, por lo que es en efecto un carácter de {\displaystyle G}. A este se le conoce como el caracter de {\displaystyle G} inducido desde {\displaystyle \theta }. La fórmula que define la reciprocidad de Frobenius puede extenderse a funciones de clase complejas generales.
Dada una representación matricial {\displaystyle \rho } de {\displaystyle H}, Frobenius posteriormente proporcionó una forma explícita de construir una representación matricial de {\displaystyle G}, conocida como la representación inducida desde {\displaystyle \rho }, escrito de forma análoga como {\displaystyle \rho ^{G}}. Esto llevó a una descripción alternativa del carácter inducido {\displaystyle \theta ^{G}}. Este carácter inducido desaparece en todos los elementos de {\displaystyle G} que no son conjugados con ningún elemento de {\displaystyle G}. Como el carácter inducido es una función de clase de {\displaystyle G}, ahora solo es necesario describir sus valores en elementos de {\displaystyle H}. Si uno escribe {\displaystyle G} como la unión disjunta de las clases laterales derechas de {\displaystyle H}:
{\displaystyle G=Ht_{1}\cup \ldots \cup Ht_{n},}
entonces, dado un elemento {\displaystyle h} de {\displaystyle H}, tenemos:
{\displaystyle \theta ^{G}(h)=\sum _{i\ :\ t_{i}ht_{i}^{-1}\in H}\theta \left(t_{i}ht_{i}^{-1}\right)}
Como {\displaystyle \theta } es una función de clase de {\displaystyle H}, este valor no depende de la elección particular de las clases laterales.
Esta descripción alternativa del carácter inducido a veces permite computación explícita, partiendo de relativamente poca información sobre la equivalencia de {\displaystyle H} en {\displaystyle G}, y a menudo es útil para el cálculo de tablas de caracteres particulares. Cuando {\displaystyle \theta } es el carácter trivial de {\displaystyle H}, el carácter inducido es conocido como el caracter de permutación de {\displaystyle G} (en las clases laterales de {\displaystyle H}.
Esta técnica general de inducción de caracteres, y sus posteriores refinamientos, encontraron numerosas aplicaciones en la teoría de grupos finitos y en otros campos de las matemáticas, de la mano de matemáticos como Emil Artin, Richard Brauer, Walter Feit y Michio Suzuki, así como el mismo Frobenius.

## Decomposición de Mackey
La descomposición de Mackey fue definida y explorada por George Mackey en el contexto de los grupos de Lie, pero es una poderosa herramienta en la teoría de caracteres y la teoría de representación de grupos finitos. Su forma básica afecta la forma en la cual un carácter (o módulo) inducido desde un subgrupo {\displaystyle H} de un grupo finito {\displaystyle G} se comporta restringido por un subgrupo (posiblemente diferente) {\displaystyle H} de {\displaystyle G}, y hace uso de la decomposición de {\displaystyle G} en clases laterales {\displaystyle (H,K)}-dobles.
Si
{\displaystyle G=\bigcup _{t\in T}HtK}
es una unión disjunta, y {\displaystyle \theta } es una función de clase compleja de {\displaystyle H}, entonces la fórmula de Mackey afirma que:
{\displaystyle \left(\theta ^{G}\right)_{K}=\sum _{t\in T}\left(\left[\theta ^{t}\right]_{t^{-1}Ht\cap K}\right)^{K}}
donde {\displaystyle \theta ^{G}} es la función de clase de t−1Ht definida por θ t(t−1ht) = θ(h) para todo {\displaystyle h} en {\displaystyle H}. Hay una fórmula similar para la restricción de un módulo inducido a un subgrupo, que es verdadera para representaciones en cualquier anillo, y tiene aplicaciones en una amplia variedad de contextos algebraicos y topológicos.
La descomposición de Mackey, junto con la reciprocidad de Frobenius, aporta una útil y conocida fórmula para el producto interno de dos funciones de clase {\displaystyle \theta } y {\displaystyle \psi } inducidas desde los respectivos subgrupos {\displaystyle H} y {\displaystyle K}, cuya utilidad reside en el hecho de que solo depende de como los conjugados de {\displaystyle H} y {\displaystyle K} se intersecan entre ellos. La fórmula (con su derivación) es:
{\displaystyle {\begin{aligned}\left\langle \theta ^{G},\psi ^{G}\right\rangle &=\left\langle \left(\theta ^{G}\right)_{K},\psi \right\rangle \\&=\sum _{t\in T}\left\langle \left(\left[\theta ^{t}\right]_{t^{-1}Ht\cap K}\right)^{K},\psi \right\rangle \\&=\sum _{t\in T}\left\langle \left(\theta ^{t}\right)_{t^{-1}Ht\cap K},\psi _{t^{-1}Ht\cap K}\right\rangle ,\end{aligned}}}
(donde {\displaystyle T} es un conjunto completo de representativos de clases laterales {\displaystyle (H,K)}-dobles, como antes). Esta fórmula se utiliza a menudo cuando {\displaystyle \theta } y {\displaystyle \psi } son caracteres lineales, en cuyo caso todos los productos internos que aparezcan en la suma de la parte derecha son o 1 o 0, dependiendo de si los caracteres lineales {\displaystyle \theta ^{t}} y {\displaystyle \psi } tienen la misma restricción para t−1Ht ∩ K. Si {\displaystyle \theta } y {\displaystyle \psi } son ambos caracteres triviales, entonces el producto interno se simplifica como {\displaystyle |T|}.

## Caracteres de grupos de Lie y álgebras de Lie
Si {\displaystyle G} es un grupo de Lie y {\displaystyle \rho } una representación dimensional finita de {\displaystyle G}, el carácter {\displaystyle X_{\rho }} de {\displaystyle \rho } se define precisamente para cualquier grupo como:
{\displaystyle X_{\rho }(g)=Tr(\rho (g))}
Además, si {\displaystyle {\mathfrak {g}}} es un álgebra de Lie y {\displaystyle \rho } una representación dimensional finita de {\displaystyle {\mathfrak {g}}}, podemos definir el carácter {\displaystyle \chi _{\rho }} como:
{\displaystyle \chi _{\rho }(X)=Tr(e^{\rho (X)}))}
El carácter satisfará {\displaystyle \chi _{\rho }(Ad_{g}(X))=\chi _{\rho }(X)} para todo {\displaystyle g} en el grupo de Lie asociado {\displaystyle G} y todo {\displaystyle X\in {\mathfrak {g}}}. Si tenemos una representación del grupo de Lie y una representación del álgebra de Lie asociado, el carácter {\displaystyle \chi _{\rho }} está relacionado con el carácter {\displaystyle X_{\rho }} de la representación del grupo por la fórmula:
{\displaystyle \chi _{\rho }(X)=X_{\rho }(e^{X})}
Suponiendo que {\displaystyle {\mathfrak {g}}} es un álgebra compleja semisimple con un subálgebra de Cartan {\displaystyle {\mathfrak {h}}}, el valor del carácter {\displaystyle \chi _{\rho }} de una representación irreductible {\displaystyle \rho } de {\displaystyle {\mathfrak {g}}} está determinada por sus valores en {\displaystyle {\mathfrak {h}}}. La restricción del carácter en {\displaystyle {\mathfrak {h}}} se puede calcular de la siguiente forma:
{\displaystyle \chi _{\rho }(H)=\sum _{\lambda }m_{\lambda }e^{\lambda (H)},\quad H\in {\mathfrak {h}}}
- Datos: Q600043